# Мадрас (Орегон)
Мадрас (англ. Madras) — город в США, административный центр округа Джефферсон штата Орегон. Население — 7456 человек (2020).

## География
Мадрас расположен по координатам 44°38′18″ с. ш. 121°07′38″ з. д. (44.638418, -121.127162). По данным Бюро переписи населения США в 2010 году город имел площадь 12,99 км², вся площадь — суша. В 2017 году площадь составила 13,71 км², вся площадь — суша.

### Климат
| Показатель                    | Янв. | Фев.  | Март  | Апр.  | Май   | Июнь | Июль | Авг. | Сен.  | Окт.  | Нояб. | Дек. | Год  |
| ----------------------------- | ---- | ----- | ----- | ----- | ----- | ---- | ---- | ---- | ----- | ----- | ----- | ---- | ---- |
| Абсолютный максимум, °C       | 21,1 | 24,4  | 27,8  | 32,8  | 38,3  | 40,6 | 44,4 | 42,8 | 40,0  | 33,9  | 26,7  | 20,0 | 44,4 |
| Средний суточный максимум, °C | 5,4  | 8,7   | 12,9  | 16,8  | 21,3  | 25,4 | 30,6 | 30,0 | 25,5  | 18,5  | 10,3  | 5,8  | 17,6 |
| Средний суточный минимум, °C  | −5,5 | −3,9  | −2,6  | −1,1  | 2,2   | 5,3  | 7,3  | 6,4  | 3,3   | −0,4  | −2,7  | −4,9 | 0,3  |
| Абсолютный минимум, °C        | −40  | −36,7 | −21,7 | −14,4 | −11,7 | −7,2 | −3,3 | −6,1 | −12,8 | −18,9 | −26,1 | −40  | −40  |
| Среднее число дней с осадками | 9    | 8     | 7     | 6     | 7     | 5    | 2    | 2    | 3     | 5     | 9     | 9    | 72,0 |
| Норма осадков, мм             | 29   | 21    | 19    | 18    | 24    | 20   | 9    | 8    | 12    | 18    | 33    | 32   | 243  |
| Источник:                     |      |       |       |       |       |      |      |      |       |       |       |      |      |

## Демография
| Год переписи | Нас. |  | %±     |
| ------------ | ---- |  | ------ |
| 1910         | 364  |  | —      |
| 1920         | 337  |  | −7,4%  |
| 1930         | 291  |  | −13,6% |
| 1940         | 412  |  | 41,6%  |
| 1950         | 1258 |  | 205,3% |
| 1960         | 1515 |  | 20,4%  |
| 1970         | 1689 |  | 11,5%  |
| 1980         | 2235 |  | 32,3%  |
| 1990         | 3443 |  | 54%    |
| 2000         | 5078 |  | 47,5%  |
| 2010         | 6046 |  | 19,1%  |
| 2020         | 7456 |  | 23,3%  |

Согласно переписи 2010 года, в городе проживало 6046 человек в 2198 домохозяйствах в составе 1430 семей. Плотность населения составляла 465 человек/км². Было 2569 квартир (198/км²).
Расовый состав населения:
| - 66,4 % — белых - 6,9 % — коренных американцев - 0,8 % — азиатов - 0,7 % — чёрных или афроамериканцев - 0,2 % — выходцев из тихоокеанских островов - 19,7 % — лиц других рас |

К двум или более расам принадлежало 5,4 %. Доля испаноязычных составила 38,5 % всего населения.
По возрастному диапазону население распределялось следующим образом: 30,8 % — лица младше 18 лет, 58,9 % — лица в возрасте 18-64 лет, 10,3 % — лица в возрасте 65 лет и старше. Медиана возраста жителя составила 31,2 года. На 100 человек женского пола в городе приходилось 97,3 мужчин; на 100 женщин в возрасте от 18 лет и старше — 94,6 мужчин также старше 18 лет.
Средний доход на одно домашнее хозяйство составил 42 550 долларов США (медиана — 37 732), а средний доход на одну семью — 42 071 доллар (медиана — 31 616). Медиана доходов составляла 38 564 доллара для мужчин и 26 285 долларов для женщин. За чертой бедности находилось 24,3 % лиц, в том числе 26,2 % детей в возрасте до 18 лет и 16,9 % лиц в возрасте 65 лет и старше.
Гражданское трудоустроенное население составляло 2437 человек. Основные области занятости: образование, здравоохранение и социальная помощь — 20,3 %, производство — 14,8 %, розничная торговля — 13,0 %, искусство, развлечения и отдых — 11,8 %.

## Комментарии
1. ↑  Годовой доход на человека, работавшего на полную ставку. Оценка в долларах по состоянию на 2015 год.